# برج کبوتر نصیرزاده
برج کبوتر نصیرزاده مربوط به اواخر دوره صفوی است و در شهرستان فلاورجان، بخش پیربکران، دهستان سهرو فیروزان، روستای ونهر واقع شده و این اثر در تاریخ ۷ اسفند ۱۳۸۵ با شمارهٔ ثبت ۱۷۴۸۰ به‌عنوان یکی از آثار ملی ایران به ثبت رسیده است.